# Chucrallah-Nabil El-Hage

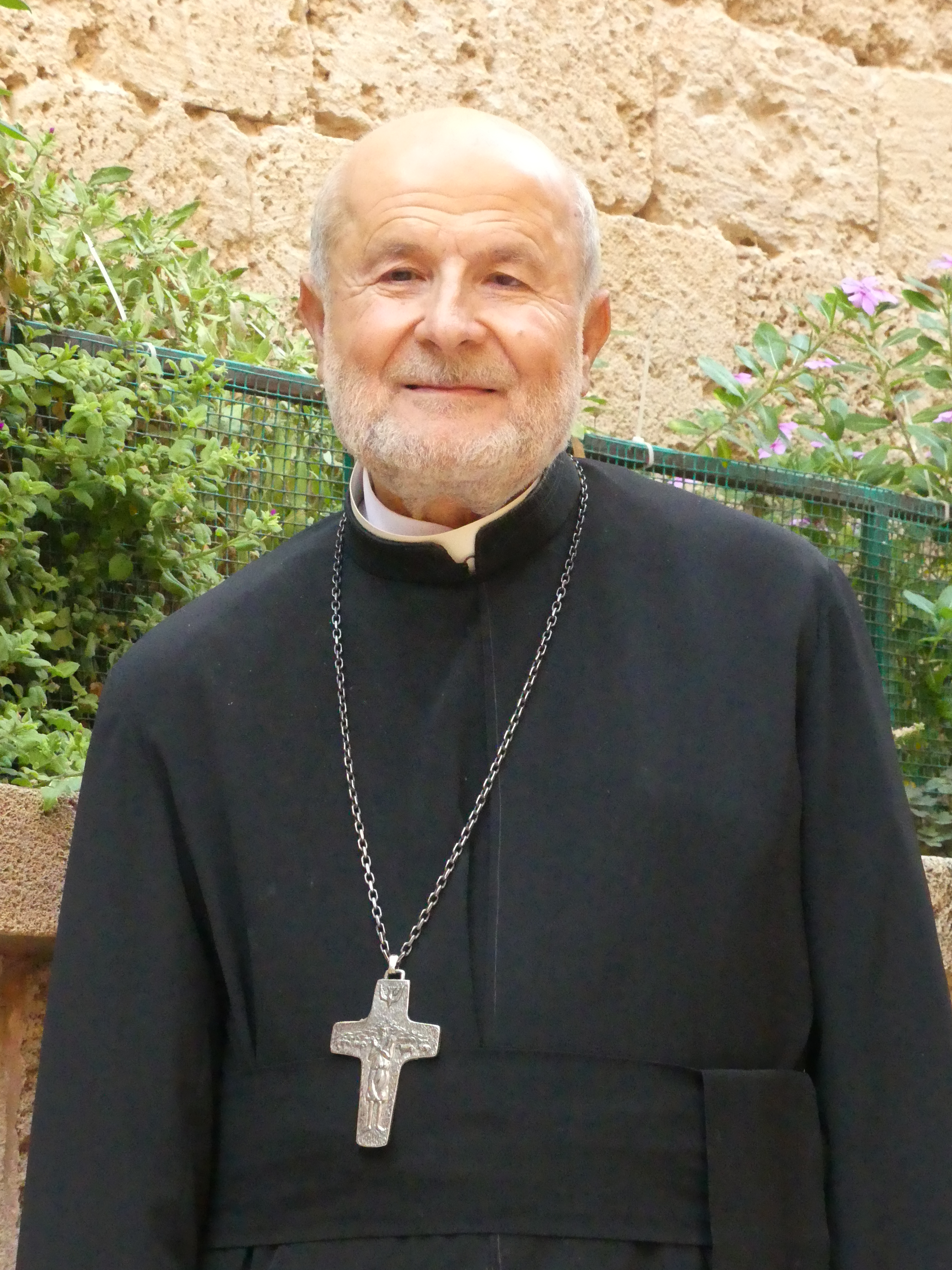
Erzbischof El-Hage in Tyros, 2019

Chucrallah-Nabil El-Hage, auch Shukrallah Nabil El Hajj, (* 26. Februar 1943 in Hajjé, Libanon) ist ein libanesischer maronitischer Geistlicher und emeritierter Erzbischof von Tyros.

## Leben
Er wurde am 13. Juni 1970 zum  Priester geweiht und im Juni 2003 zum Erzbischof von Tyros gewählt. Nach der Bestätigung durch den  Heiligen Stuhl am 25. September 2003 weihte ihn der Patriarch von Antiochien Kardinal Nasrallah Boutros Sfeir und die Mitkonsekratoren Weihbischof Roland Aboujaoudé und sein Vorgänger Erzbischof Maroun Khoury Sader am 29. November 2003 zum Bischof.
Auf der Sonderversammlung der Bischofssynode zum Nahen Osten vertrat der Erzbischof die Ansicht, dass die Christen keinen einsamen Kampf führen sollten, sondern in Solidarität mit allen Bürgern leben sollten. Als beispielgebend für das Zusammenleben von Christen und Muslimen nannte er die Stiftung ADYAN. In vielen Predigten und Beiträgen forderte er bisher die libanesischen Christen auf das Land nicht zu verlassen.
Am 1. November 2020 gab die Synode der maronitischen Kirche die Annahme seines altersbedingten Rücktritts bekannt.